# Lady Lovibond
Pour les articles homonymes, voir Lovibond.

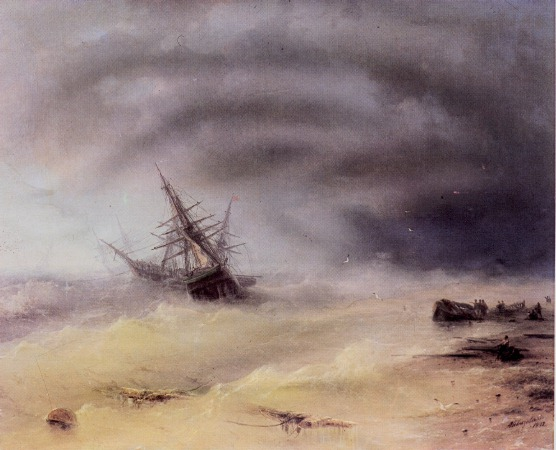
Aivasovsky Ivan Constantinovich, tempête de 1872.

Le Lady Lovibond (parfois orthographié Luvibond ) est le nom d'une goélette légendaire qui aurait fait naufrage le 13 février 1748 sur le banc de Goodwin, situé au large de la côte du Kent au sud-est de l'Angleterre. Le navire réapparaîtrait sur les lieux du naufrage une fois tous les cinquante ans sous l'apparence d'un bateau fantôme. Aucune trace contemporaine du navire ou de son naufrage supposé n'a été trouvée.
La rumeur raconte que le navire était parti en mer le 13 février parce que son capitaine Simon Reed (dans certains récits nommé Simon Peel, ) venait de se marier et voulait célébrer l'heureux évènement par une croisière avec sa femme. Selon plusieurs témoignages, le navire était à destination de Porto au Portugal. Malgré la superstition de longue date des marins selon laquelle amener une femme à bord portait malheur, Reed avait amené son épouse Annetta avec lui sur le navire.
Selon la légende, le second John Rivers était fou amoureux de la jeune épouse du capitaine et par conséquent très jaloux de ce mariage. Il arpentait le pont du navire avec colère, sa jalousie le rongeant peu à peu. Tandis que le capitaine, sa femme et leurs invités célébraient leur mariage dans le carré, le second fut pris d'un accès de jalousie violente. Il tira nonchalamment un cabillot du râtelier et s'avança doucement derrière le matelot de quart qui était à la barre et le frappa violemment. Le timonier fut assommé sur le coup et s'écrasa sur le pont. John Rivers a ensuite pris la barre et a dirigé le navire vers le perfide banc de Goodwin, provoquant le naufrage du navire dont personne ne réchappa. Une enquête ultérieure sur la catastrophe a abouti à un verdict de mésaventure.
La première observation supposée du fantôme Lady Lovibond le 13 février 1798, a été rapportée par au moins deux navires : l' Edenbridge, commandé par James Westlake et par un bateau de pêche.
Son apparition présumée en 1848 a alors convaincu les marins locaux qu'un naufrage venait de se produire. Ils ont tout de suite envoyé des canots de sauvetage depuis Deal dans l'espoir de sauver les survivants mais après de longues recherches, ne trouvèrent rien.
Le capitaine Bull Prestwick aurait aperçu la goélette en 1948 et aurait rapporté qu'elle avait l'air réelle, mais qu'elle dégageait une étrange lueur blanche. Aucune observation n’a été signalée en 1998.
Le banc de Goodwin est un lieu des plus fertiles d'Angleterre pour les histoires de navires fantômes et abrite également la légendaire île de Lomea. Le fantôme du Lady Lovibond partage la zone avec deux autres navires fantômes : un paquebot appelé SS Montrose et le Shrewsbury, un navire de guerre.
Les chercheurs George Behe et Michael Goss sont arrivés à la conclusion qu'il n'existe aucune source fiable mentionnant le Lady Lovibond avant 1924 dans un article du Daily Chronicle . Ils ont émis l’hypothèse que le navire et la légende pourraient avoir été inventés par le journaliste du Daily Chronicle ou bien ce dernier se serait inspiré d'un navire ayant existé entre 1914 et 1924. Behe et Goss supposent que des histoires sur le navire pourraient avoir été inventées pour la Saint-Valentin et qu'il y aurait des similitudes avec d'autres histoires de fantômes, maritime ou non.